# アコンカグア川
アコンカグア川（アコンカグアがわ、スペイン語: Río Aconcagua）は、チリの川。アンデス山脈を源とし、バルパライソ州を流れ太平洋に注ぐ。延長142 km。支流のフンカル川は東のフンカル山を源流に、ブランコ川はその南側を源流とする。流域に広幅のアコンカグア渓谷を形成し、数多い支流を加え、平均流量は39 m3/sに達しつつ、バルパライソの20 km北岸に河口を持つ。その名から誤解されがちだが、源流はアルゼンチンのアコンカグア山ではなく、そこより約20 km西の地点に当たる。
フンカル川上流域のアンディーノ・フンカル公園一帯は南アメリカで珍しい「地中海地域の低木林」というエコリージョンに属し、ヘビのGalvarinus chilensisやトカゲのPhymaturus antofagastensisが生息している。流域のロス・アンデス県のロス・アンデスとサン・フェリペ・デ・アコンカグア県のサン・フェリペ一帯はチリ有数の人口集中域であり、アコンカグア川は経済活動を支える重要な役割を担っている。